# Ytterfälle

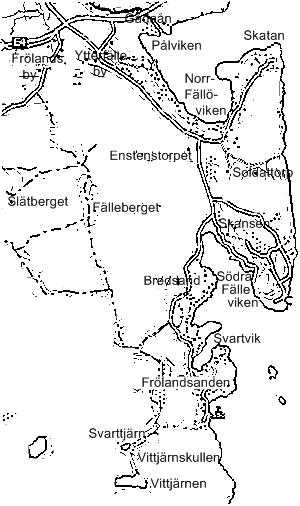
Fröland och Ytterfälle

Ytterfälle är en småort i Säbrå socken i Härnösands kommun belägen strax söder om E4:n, cirka en kilometer öster om grannbyn Fröland, nära Gådaån.
Ytterfälle utgör ett större område med själva huvudbyn, flera vikar, villaområden och en halvö. Urbyn ligger vid Gådeån, medan villaområdena ligger vid Fällön, alltså halvön. Ofta sägs felaktigt själva byn Ytterfälle nämnt som en del av Frölands by och Ytterskatans villaområde nämnt som själva Ytterfälle.

## Historik
Det lär ha funnits bebyggelse här redan på medeltiden, eftersom närbelägna Fröland har en samlad bebyggelse precis som en medeltida by. Bredvid träskmarken vid Fällön ligger ett soldattorp, eller båtsmanstorp, som har funnits där sedan 1600-talet. Enligt gamla dokument så ligger den vid "Fälle myr" vilket stämmer, då en större myrmark med bäverfördämning finns. Fördämningen har svämmat över de gamla åkrarna. Gravrösen från bronsåldern finns utspridda på bergen.
De äldsta byggnaderna kan med säkerhet dateras till 1800-talet. Många är relativt förfallna. En gård har ett lågt hus med två skorstenar, vilket därmed kan dateras till 1700-tal.
Lilla Svartvik blev på 1800-talet ett litet industrisamhälle. 1886 byggdes ett båtvarv där man gjorde ett antal fartyg fram till 1870-talet.
1885 byggdes Svartviks ångsåg ute vid Svartvik av densamme som ägt båtvarvet, Samuel Bergfors. Eftersom hela Sundsvall brann samma år så fick ångsågen mycket att göra och växte snabbt. Ett litet slutet samhälle byggdes. Det fanns en handelsbod och en skola. Man hade också ett eget myntsystem som arbetarna fick till lön. Med dessa mynt kunde de köpa från handelsboden. Vid 1900-talets början revs sågen och idag finns bara ruiner kvar.

### Befolkningsutveckling
| Befolkningsutvecklingen i Ytterfälle 1990–2015                                                                                      | Befolkningsutvecklingen i Ytterfälle 1990–2015 | Befolkningsutvecklingen i Ytterfälle 1990–2015 | Befolkningsutvecklingen i Ytterfälle 1990–2015 | Befolkningsutvecklingen i Ytterfälle 1990–2015 |
| --- | ---------------------------------------------- | ---------------------------------------------- | ---------------------------------------------- | ---------------------------------------------- |
| |                                                |                                                |                                                |                                                |
| År |                                                |                                                | Folkmängd                                      | Areal (ha)                                     |
| 1990 | 1990                                           |                                                | 98                                             | 15##                                           |
| 1995 | 1995                                           |                                                | 97                                             | 25#                                            |
| 2000 | 2000                                           |                                                | 107                                            | 25#                                            |
| 2005 | 2005                                           |                                                | 105                                            | 25#                                            |
| 2010 | 2010                                           |                                                | 121                                            | 25#                                            |
| 2015 | 2015                                           |                                                | 118                                            | 35#                                            |
| Anm.: 1990 och 1995 som Härnösand:8 # Som småort. ## Befolkningen 31 december 1990 inom det område som avgränsades som småort 1995. |                                                |                                                |                                                |                                                |

På grund av förändrat dataunderlag hos Statistiska centralbyrån så är småortsavgränsningarna 1990 och 1995 inte jämförbara. Befolkningen den 31 december 1990 var 99 invånare inom det område som småorten omfattade 1995.

## Natur
På Fällön och dess närområden finns en del myrar med en typisk flora. Bland annat finns sileshår, en insektsätande växt, tuvull samt fridlysta orkidéer som Sankt Pers nycklar. På Tjärnmyran på södra Fällön finns de flesta av dessa örter. De högre belägna delarna av Fällön är beklädda med sandmark och tallskog, medan de övriga områdena domineras av myrar och granskog. Mellan Fälleberget och Fällön finns träskmarken som på 1600-talet nämndes som "Fälle myr" och där finns idag bävrar som byggt en del fördämningar. Dammarna lockar även till sig grodor och paddor.